# Klanjec
Klanjec je malé město v Chorvatsku v Krapinsko-zagorské župě. Nachází se v Chorvatském Záhoří, asi 1 km od hranic se Slovinskem, asi 17 km severozápadně od Zaboku, 18 km jižně od Pregrady a asi 24 km jihozápadně od Krapiny. V roce 2011 žilo ve Klanjeci samotném 567 obyvatel, v celé opčině pak 2 915 obyvatel.
Klanjec je také sídlem stejnojmenné opčiny, která (včetně samotného města) zahrnuje celkem 19 sídel:
- Bobovec Tomaševečki – 21 obyvatel
- Bratovski Vrh – 67 obyvatel
- Cesarska Ves – 14 obyvatel
- Dol Klanječki – 91 obyvatel
- Florijan – 7 obyvatel
- Goljak Klanječki – 71 obyvatel
- Gorkovec – 16 obyvatel
- Gredice – 319 obyvatel
- Klanjec – 567 obyvatel
- Ledine Klanječke – 164 obyvatel
- Lepoglavec – 139 obyvatel
- Letovčan Novodvorski – 75 obyvatel
- Letovčan Tomaševečki – 69 obyvatel
- Lučelnica Tomaševečka – 212 obyvatel
- Mihanovićev Dol – 319 obyvatel
- Novi Dvori Klanječki – 241 obyvatel
- Police – 235 obyvatel
- Rakovec Tomaševečki – 130 obyvatel
- Tomaševec – 158 obyvatel

Městem prochází silnice D205.